# Alegações de abuso sexual infantil na Ilha de Marajó

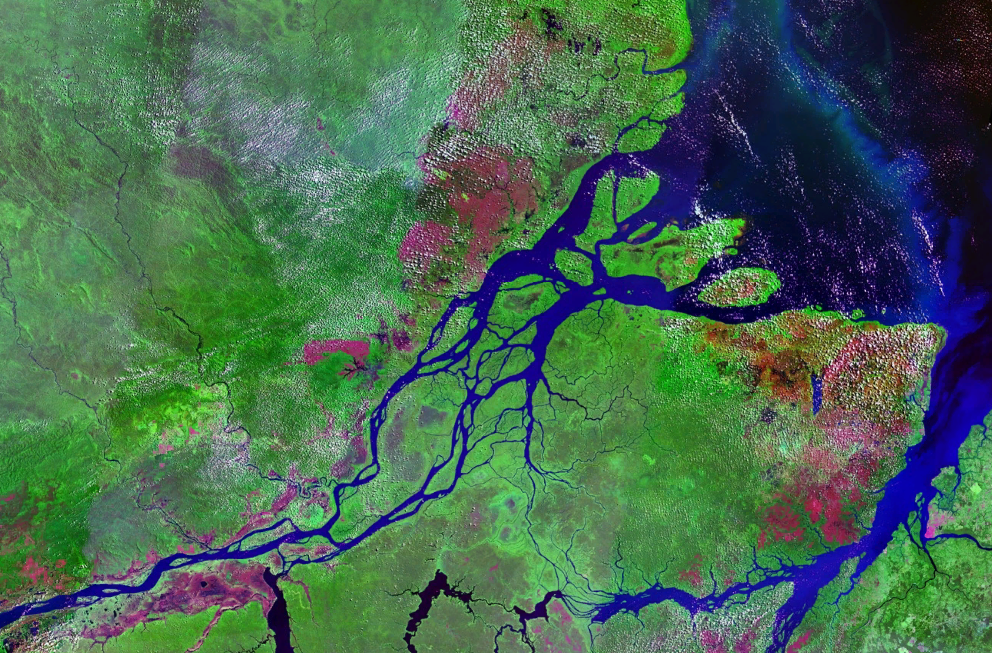
Visão aérea da Ilha de Marajó (maior massa de terra no canto inferior direito da imagem), situada entre o Rio Amazonas no seu noroeste e a Baía do Marajó em seu sudeste

As alegações de abuso sexual infantil na Ilha de Marajó têm sido feitas desde 2006, quando o bispo dom José Luís Azcona denunciou casos de exploração sexual na região. Na mesma década, duas comissões parlamentas de inquérito da Assembleia Legislativa do Pará (que durou de 2005 até 2009) e do Senado Federal (de 2008 até 2010) investigaram denúncias de abuso sexual na área.
Segundo o bispo, adolescentes brasileiras eram prostituídas em balsas do Rio Tajapuru em troca de carne e óleo diesel. Ele também alegou que mulheres homossexuais aliciavam adolescentes e mulheres adultas à prostituição na área, e que mães levavam suas filhas à prostituição nas balsas do local. Duas reportagens da Folha e do Fantástico (programa da TV Globo) concorreram com as acusações de prostituição infantil na região.
Apesar de existir consenso entre as autoridades sobre a presença de abusos sexuais na região, denúncias genuínas de abuso sexual na Ilha de Marajó têm se misturado com notícias falsas distribuídas por políticos e influenciadores, como a ex-ministra Damares Alves, e vídeos distorcidos sobre a ilha foram rotulados como "falsos" ou "fora de contexto" por agências de checagem de notícias.

## História

### Denúncias do bispo José Luís Azcona (2006-2015)

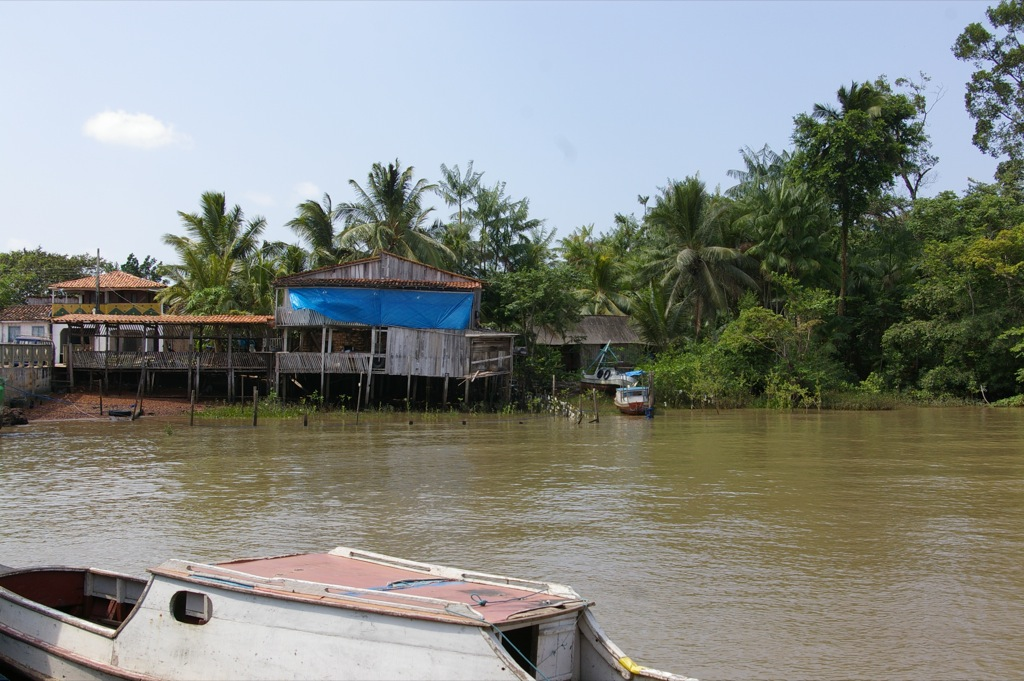
Área ribeirinha da Ilha de Marajó

O bispo paraense José Luís Azcona começou a denunciar casos de abuso infantil na Ilha de Marajó em 2006. Em 2009, ele denunciou, em suas palavras, "um imobilismo criminoso" por parte das autoridades brasileiras em frente aos casos de exploração sexual infantil na Ilha de Marajó. Uma reportagem da Folha no mesmo ano mostrou meninas se prostituíndo, segundo o jornal, "pelo preço de um cachorro-quente". O Fantástico também realizou uma reportagem na ilha no mesmo ano, denunciando casos de exploração sexual nos rios da região.
De acordo com o bispo, meninas de 12 a 16 anos, chamadas de "balseiras", faziam sexo em balsas no Rio Tajapuru em troca de carne e diesel. O bispo também disse que mulheres homossexuais aliciavam adolescentes e mulheres adultas na área, e que mães levavam suas filhas à prostituição nas balsas do local.

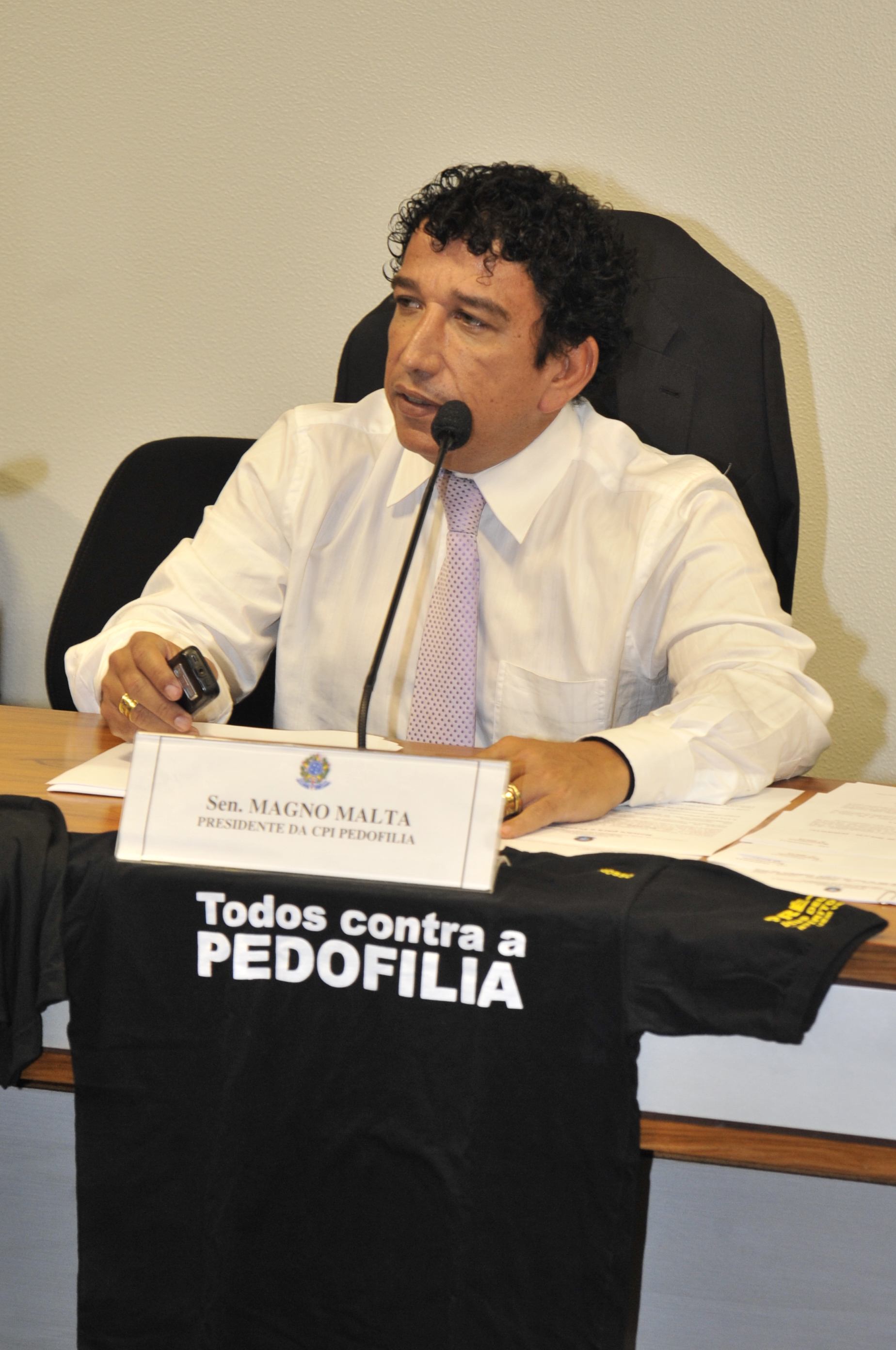
Senador Magno Malta durante a CPI do Senado, em 2010, na qual o termo "pedofilia" foi usada como sinônimo de abuso sexual infantil, contra o consenso da psiquiatria

Após a CPI da Pedofilia da Assembléia Legislativa do Pará, que terminou em 2009, o bispo disse que os casos de exploração sexual ainda não haviam cessado. Outra CPI, instaurada em 2008 no Senado Federal, fora aberta para investigar o caso. Após realizar suas denúncias, o bispo disse, em 2015, que foi ameaçado de morte.

### Alegações de Damares Alves (2020-2022)
Em 2020, a ministra Damares Alves alegou em um culto em Goiânia a presença de tráfico sexual de crianças na Ilha de Marajó. Após o Ministério Público Federal pedir provas à senadora, ela disse que suas denúncias se baseavam em relatos e não em provas. O Ministério acusou, então, a senadora de propagar fake news e exigiu uma retratação pública e uma indenização de cinco milhões de reais à Ilha. Damares também iniciou, naquele ano, o programa Abrace Marajó, que visava combater a prostituição infantil no local.
Em 2022, a então ex-ministra e senadora alegou em um culto religioso ter imagens de crianças brasileiras da Ilha de Marajó com "seus dentinhos são arrancados para elas não morderem no sexo oral", que "comem comida pastosa para o intestino ficar livre para a hora do sexo anal". Em seguida, três senadores petistas protocolaram uma ação no Ministério Público Federal para investigar a omissão da senadora frente os crimes supostamente documentados. O Ministério Público Federal apurou o caso e não encontrou nenhuma prova das alegações da senadora.
Em um pronunciamento, o ex-deputado federal Arnaldo Jordy, que havia participado da CPI do Pará e presidido outra CPI sobre o tráfico de pessoas na Câmara dos Deputados, disse que nenhum crime relacionado a crianças tendo seus dentes removidos ou tendo sua dieta alterada para fins sexuais foi registrado. "O que ela alegou nós nunca ouvimos falar. Não precisamos da Damares espetacularizando uma situação que já é monstruosa," o político disse.

### Após a músicaEvangelho de Fariseus(2024)
Em fevereiro de 2024, a cantora Aymeê estreou a música Evangelho de Fariseus durante o reality show brasileiro Dom Reality. A música, que denunciava abusos sexuais na ilha, foi promovida nas redes sociais por diversos famosos, incluindo a Rafa Kalimann, Juliette e o ex-BBB Eliezer. Durante a apresentação, a cantora disse que a ilha tinha "pedofilia em nível hard" e que "criancinhas de 6 e 7 anos saem numa canoa e se prostituem no barco por cinco reais".
A cantora também disse que havia tráfico de órgãos na região, crime que o Ministério Público Federal e as promotorias do estado do Pará disseram que nunca foi registrado no arquipélago. Após a música ser publicada, o advogado-geral da união Jorge Messias acionou a Procuradoria Nacional da União de Defesa da Democracia para atuar contra redes de desinformação sobre a Ilha de Marajó.
Em março, o ex-deputado estadual Arthur do Val publicou o vídeo entitulado "Fui a Marajó e fiquei chocado com o que vi". O vídeo mostrava o youtuber marcando um encontro com duas adolescentes e um suspeito para produzir um flagrante. A legalidade da investigação do ex-deputado foi questionada pelo Ministério dos Direitos Humanos, que denunciou o vídeo ao Ministério Público de Pará. Ao ser questionada, a Polícia Civil do Pará negou ter coordenado qualquer operação conjunta com o youtuber.

## Desinformação

### Vídeos gravados fora da Ilha de Marajó
Em 2024, um vídeo veiculado na internet alegava mostrar crianças sendo salvas do tráfico sexual da Ilha de Marajó. O vídeo, na verdade, foi filmado no Uzbequistão. Outro vídeo, gravado originalmente no Mato Grosso do Sul, alegava falsamente mostrar um homem beijando uma criança na Ilha.

### Assassinato de Maricélia Leal
Um vídeo propagando em redes sociais alegava que Maricélia Pereira Leal, que foi assassinada em 2023, havia denunciado casos de abusos sexuais em Marajó antes de ser morta. Na verdade, ela tinha denunciado que foi ameaçada de morte por um homem que a havia assaltado. O assassino e o mandante do crime foram, então, presos pela polícia. Em nenhum momento a vítima, que estava no estado de Amazonas, havia mencionado a Ilha de Marajó, Pará, durante o vídeo no qual denunciava os crimes dos traficantes amazonenses.

### Cancelamento do programa Abrace o Marajó
Adicionalmente, foi considerada descontextualizada a notícia de que o Governo Lula teria cancelado o programa Abrace o Marajó, de autoria de Damares Alves, posto que o mesmo fundou outro projeto chamado Cidadania Marajó quatro meses antes da revogação. Assim como o projeto de Damares, o Cidadania Marajó também visa combater a exploração sexual infantil na região.